# Juan Carlos Paz (Fußballspieler, 1958)
Juan Carlos Paz (* 17. Juli 1958 in Montevideo) ist ein ehemaliger uruguayischer Fußballspieler.

## Karriere

### Verein
Mittelfeldakteur Paz spielte zunächst in seiner uruguayischen Heimat für den Salus FC und die Montevideo Wanderers. Anschließend schloss er sich für eine Ablösesumme in Höhe von 130.000 Dollar Deportivo Toluca in Mexiko an. Dort gehörte er von der Saison 1978/79 bis 1986 dem Kader des mexikanischen Vereins an. In den ersten fünf Saisons absolvierte er dort 179 Ligaspiele und schoss 39 Tore. 1986 wechselte er nach Kolumbien und spielte dort in jenem Jahr für Atlético Nacional. 1987 wurde er vom Club Atlético Peñarol verpflichtet. Er gewann mit den Montevideanern die Copa Libertadores 1987. In diesem Wettbewerb lief er fünfmal für die „Aurinegros“ in der ersten Gruppenphase auf und schoss zwei Tore. In den Endspielen kam Paz allerdings nicht zum Einsatz. In den Spielzeiten 1987/88 und 1988/89 stand er in Reihen von UANL Tigres. Dem folgte ein erneutes Engagement bei den Wanderers. 1991 und 1992 stand er abermals bei Peñarol in der Primera División unter Vertrag. 1992 beendete er als Spieler des Club Atlético Cerro seine Karriere.

### Erfolge
- Copa Libertadores: 1987